# Azarie Couillard-Després
Azarie Couillard-Després (1876-1939) est un prêtre et un historien canadien.

## Biographie
Fils de cultivateurs, il fit ses études au séminaire de Saint-Hyacinthe et au grand séminaire de Montréal. Ordonné dans le diocèse de Saint-Hyacinthe en 1905, il porta son ministère en tant que vicaire et aumônier à Saint-Simon-de-Bagot, Saint-Ours, Saint-Paul-d'Abbotsford et Notre-Dame-de-Sorel et Frelighsburg
Il s'était passionné pour l'histoire dès sa jeunesse et avait reçu en héritage les documents historiques de Charles de Saint-Étienne de la Tour, auquel il consacra plus d'une biographie. Son étude de l'histoire seigneuriale de la vallée du Richelieu lui permit d'entrer dans plusieurs sociétés savantes, dont la société historique de Montréal, la société d'histoire du Canada et la société de géographie du Québec.
En 1915, il organisa le projet d'un monument pour Louis Hébert, premier colon du Canada, en l'honneur du tricentenaire de son arrivée au pays. En 1918, Il inaugura lui-même la statue sculptée par Alfred Laliberté. Il fit un stage d'études aux archives de Paris et de Londres en 1925. De retour au pays, il continua à servir dans les missions paroissiales jusqu'à sa mort en 1939.

## Ouvrages publiés
- Autour d'une auberge, 1909
- Histoire des seigneurs de la Rivière du Sud, 1912
- Histoire de la seigneurie de St-Ours, 1915
- La noblesse de France et du Canada, Montréal : Le Pays Laurentien éditeurs, 1916  [PDF]
- Observations sur l'Histoire de l'Acadie françoise de M. Moreau, 1873
- Rapport des fêtes du IIIe centenaire de l'arrivée de Louis Hébert au Canada : 1617-1917, 1920
- Erreurs sur l'histoire de l'Acadie réfutées, 1925
- Histoire de Sorel de ses origines à nos jours, 1926
- Charles de Saint-Étienne de La Tour, gouverneur, lieutenant-général en Acadie, et son temps : 1593-1666, 1930
- Charles de Saint-Étienne de La Tour, gouverneur en Acadie, 1593-1666, au tribunal de l'histoire, 1932
- Le fief du Sault-au-Matelot, Société royale du Canada, 1934, 23 p.